# Eberhard Hanfstaengl
Eberhard Viktor Eugen Hanfstaengl (* 10. Februar 1886 in Saargemünd; † 10. Januar 1973 in München) war ein deutscher Kunsthistoriker und Museumsleiter. Er war von 1934 bis 1937 Direktor der Berliner Nationalgalerie und von 1945 bis 1953 Generaldirektor der Bayerischen Staatsgemäldesammlungen.

## Leben
Eberhard Hanfstaengl war der Sohn eines Offiziers und ein Cousin von Ernst Hanfstaengl, einem engen politischen Weggefährten Adolf Hitlers.
Seit 1925 war er Direktor der Münchener Städtischen Galerie im Lenbachhaus. Nach der „Machtergreifung“ der Nationalsozialisten wurde er im November 1933, als Nachfolger des entlassenen Ludwig Justi und des nach diesem nur kurzzeitig amtierenden Alois Schardt, zunächst kommissarisch und ab 1. Januar 1934 offiziell zum Direktor der Nationalgalerie auf der Berliner Museumsinsel und zum Professor ernannt. In dieser Eigenschaft unterzeichnete er nach dem Tod des Reichspräsidenten Hindenburg im August 1934 den Aufruf der Kulturschaffenden zur „Volksabstimmung“ über die Vereinigung des Reichspräsidenten- und Reichskanzleramts. Seit Februar 1934 war Hanfstaengl „förderndes Mitglied“ der SS.
Als Nationalgaleriedirektor erwarb Hanfstaengl 1937 das Bild Der Watzmann von Caspar David Friedrich auf einer Auktion aus dem Besitz des jüdischen Sammlers Martin Brunn.
1937 wurde er wegen mangelnder Kooperation und „zu gemäßigter“ kunstpolitischer Auffassungen seines Amtes enthoben, insbesondere weil er sich weigerte, Werke aus der Neuen Abteilung für die NS-Diffamierungs-, Verkaufs-  und Vernichtungsaktion „Entartete Kunst“ zu entfernen. Seine Entlassung hatte Reichspropagandaminister Joseph Goebbels betrieben. In sein Tagebuch hatte dieser am 24. Juli 1937 eingetragen: „Hanfstängel (sic!) muss weg.“ Sogar die New York Times berichtete über seine Entlassung. Nach seiner Entlassung arbeitete er als Hauptlektor für den Münchner Bruckmann-Verlag, einem der einflussreichsten Publikationshäuser der NS-Zeit.
Von 1945 bis 1953 war Hanfstaengl Generaldirektor der Bayerischen Staatsgemäldesammlungen. Die amerikanischen Besatzungsbehörden betrauten ihn 1948 mit der Rückführung von Kunstobjekten, die Adolf Hitler und Hermann Göring für ihre Kunstsammlungen hatten beschlagnahmen lassen, an die ursprünglichen Besitzer, darunter viele Museen. In seinem Amt war er allerdings auch maßgeblich daran beteiligt, dass NS-Raubkunst aus den Sammlungen im Besitz von Familien ranghoher NS-Führer bleiben konnte, u. a. der Familie Görings.
Seine Tochter war die Kunsthistorikerin Erika Hanfstaengl (1912–2003).

## Ehrungen
- Eisernes Kreuz (1914), II. und I. Klasse
- Militärverdienstorden (Bayern), IV. Klasse mit Schwertern
- Ehrenkreuz für Frontkämpfer
- 1953: Großes Verdienstkreuz der Bundesrepublik Deutschland
- 1959: Bayerischer Verdienstorden